# Cleora nigrisparsalis
Cleora nigrisparsalis är en fjärilsart som beskrevs av Antonius Johannes Theodorus Janse 1932. Cleora nigrisparsalis ingår i släktet Cleora och familjen mätare. Inga underarter finns listade i Catalogue of Life.